# Marquesado de las Nieves
El marquesado de las Nieves, es un título nobiliario español, creado el 29 de noviembre de 1725, por el rey Felipe V, a favor de María de las Nieves Angulo y Arbizu, aya la infanta Mariana Victoria de Borbón, futura reina consorte de Portugal.

## Historia de los marqueses de las Nieves
- María de las Nieves Angulo y Arbizu, I marquesa de las Nieves.[1]

Le sucedió su sobrina nieta, hija de José Juan de Medrano y Angulo, III conde de Torrubia —hijo de Andrés de Medrano y Mendizábal, II conde de Torrubia, y de María Francisca de Angulo y Arbizu, hermana de la primera marquesa de las Nieves—, y de Isabel de Luján y Colón de Larreátegui.
- María de la Concepción de Medrano y Luján (28 de enero de 1744-1 de enero de 1798),  II marquesa de las Nieves.[2]

Casó, el 8 de diciembre de 1757, con José de Feloaga (1720-1791). Le sucedió:
- III marqués/marquesa de las Nieves.

- Fernando Chacón Manrique de Lara y Messía Medrano (m. 29 de febrero de 1837), IV marqués de las Nieves, VII marqués de Villamayor, VI conde de Torrubia y VI conde de Mollina, grande de España.[3]

En 12 de agosto de 1847 sucedió su sobrina bisnieta:
- Juana Piñeyro y Echeverri (Málaga, 31 de octubre de 1829- 18 de diciembre de 1901[3]) V marquesa de las Nieves,[4] VII condesa de Mollina, grande de España,[3]  VIII marquesa de Villamayor, VII condesa de Torrubia[5] y IX condesa de Villalcázar de Sirga.[4] Era hija de Buenaventura Piñeyro de Ulloa y Manuel de Villena, VIII marqués de Bendaña, conde de Canillas y barón de Molinet y de su primera esposa, Isabel de Echeverri Chacón y Pérez del Pulgar, condesa de Villalcázar de Sirga.[6]

Casó el 9 de mayo de 1852 con Fernando de Guillamas y Castañón (n. Valladolid, 31 de julio de 1823), IX marqués de San Felices, IV marqués de Campo Fértil, VII conde de Alcolea de Torote y caballero de la Orden de Calatrava. Sucedió su hija a a quien cedió el título en 1844:
- María del Pilar Guillamas y Piñeyro, VI marquesa de las Nieves,[8]

Casó con Jacinto Santos-Suárez y Guillamas. Sucedió su hija:
- María del Carmen Santos-Suárez y Guillamas (Madrid, 9 de noviembre de 1874-27 de mayo de 1932) VII marquesa de las Nieves.[9]

Casó con Luis de Carvajal y Melgarejo Fernández de Córdova, VII duque de Aveyro en Portugal y en España III duque de Aveiro, grande de España, etc. Sucedió su hijo:
- Ángel María de Carvajal y Santos-Suárez (n. en 1899), VIII marqués de las Nieves,[10] XIII marqués de Puerto Seguro, XV marqués del Cenete, IV duque de Aveyro, etc.

Casó con María Salas y Guirior, hija de María Dolores Guirior y Mencos, marquesa de Guirior. Cedió el título a su hija que sucedió en 1965:
- María Marta Carvajal y Salas (n. Madrid, 16 de julio de 1944) , IX marquesa de las Nieves.[12][13]

Casó con Luis Sartorius Álvarez de las Asturias y Bohorques.